# 深沢克己
深沢 克己（ふかさわ かつみ、1949年8月31日 - ）は、日本の歴史学者、西洋史学者。東京大学名誉教授、日本学士院会員。専攻は近世フランス史。主な研究対象は、近世ヨーロッパの国際商業史、フランス港湾都市史。ほかフランス宗教社会史・フリーメイソン史・秘教思想史。地中海貿易の研究から出発して、ヨーロッパからアジアにおよぶ社会・経済・文化・技術・宗教の移動・接触・交流・融合を視野におさめた研究をなす。

## 経歴
東京都文京区出身。1973年、東京大学文学部西洋史学科卒業、1978年、同大学院人文科学研究科西洋史学専攻修士課程修了。1984年、同博士課程満期退学。1980-84年、フランス・プロヴァンス第1大学第3課程（歴史と文明）修学、フランス第3課程博士号（歴史と文明）取得。1986年、マルセイユ科学・文学・芸術アカデミーよりエドワール・サマン賞受賞。1986年 九州大学文学部助教授。1994年、同教授。1995年、東京大学人文社会系研究科教授。2015年、定年退職し、名誉教授。2015年、京都産業大学文化学部客員教授（2020年退職）。
1997年、ボルドー第3大学歴史研究科客員教授。2005年、ニース大学文学部客員教授。2007年、南ブルターニュ大学人文社会科学部客員教授。
2018年、日本学士院会員。2021年、マルセイユ科学・文学・芸術アカデミー准会員。

## 著作

### 単著
- Toilerie et commerce du Levant au XVIIIe siècle. D'Alep à Marseille. Paris: Éditions du CNRS, 1987
- 『海港と文明：近世フランスの港町』山川出版社 2002. ISBN 978-4-634-48220-3
- 『商人と更紗：近世フランス=レヴァント貿易史研究』東京大学出版会 2007. ISBN 978-4-13-021071-3
- 『マルセイユの都市空間―幻想と実存のあいだで』刀水書房 2017. ISBN 978-4-88708-513-8

### 編著
- 『国際商業』<近代ヨーロッパの探究：9>ミネルヴァ書房 2002. ISBN 978-4-623-03584-7
- （責任編集）『港町のトポグラフィ』歴史学研究会編<港町の世界史：2>青木書店 2006. ISBN 978-4-250-20600-9
- 『ユーラシア諸宗教の関係史論：他者の受容、他者の排除』勉誠出版、2010　ISBN 978-4-585-21004-7

### 共編
- 深沢克己・高山博『信仰と他者：寛容と不寛容のヨーロッパ宗教社会史』東京大学出版会 2006. ISBN 978-4-13-026128-9
- 深沢克己・桜井万里子『友愛と秘密のヨーロッパ社会文化史：古代秘儀宗教からフリーメイソン団まで』東京大学出版会　2010 ISBN 978-4-13-026138-8
- Katsumi Fukasawa, Benjamin J. Kaplan and Pierre-Yves Beaurepaire (eds.), Religious Interactions in Europe and the Mediterranean World: Coexistence and Dialogue from the 12th to the 20th Centuries. London/New York: Routledge, 2017

### 翻訳・監修
- ミシェル・モラ・デュ・ジュルダン『ヨーロッパと海』平凡社<叢書ヨーロッパ> 1996. ISBN 978-4-582-47633-0
- ポール・ビュテル『近代世界商業とフランス経済：カリブ海からバルト海まで』（藤井真理共訳）同文舘出版 1997. ISBN 978-4-495-86351-7
- アンドレ・ジスベール、ルネ・ビュルレ『地中海の覇者ガレー船』（遠藤ゆかり・塩見明子訳）創元社<「知の再発見」双書> 1999. ISBN 978-4-422-21148-0
- ピエール＝イヴ・ボルペール『「啓蒙の世紀」のフリーメイソン』山川出版社　2009. ISBN 978-4-634-47505-2

### 論文
- Cinii

## 注
1. ↑  『現代日本人名録』2002年
2. ↑  日本学士院「会員情報」2023年12月15日閲覧。
3. ↑  Katsumi Fukasawa (1984). D'Alep à Marseille toile de coton du Levant et commerce français au XVIIIe siècle (Thèse de 3e cycle Hist. et civilis. Aix-Marseille 1 thesis) (フランス語). Université de Provence. Faculté des lettres et sciences humaines. OCLC 489797891。
4. ↑  東京大学文学部・大学院人文社会系研究科「西洋史学研究室」2023年12月15日閲覧。